# Église Notre-Dame-des-Miracles d'Avignonet-Lauragais
Pour les articles homonymes, voir Notre-Dame-des-Miracles.
L'église Notre-Dame-des-Miracles est une église de style gothique située à Avignonet-Lauragais, dans le Lauragais, pays du département français de la Haute-Garonne en région Occitanie.

## Historique
L'église fut construite au XIVe siècle.
Elle fait l'objet d'une inscription au titre des monuments historiques depuis le 18 novembre 1926.
Commencée en 1385, elle possède un clocher octogonal flanqué d'une élégante tourelle d'escaliers et couronné par une flèche gothique à crochets.
À l'intérieur, un tableau de 1631, placé au fond de l'église, évoque le massacre perpétré le 28 mai 1242 par les conjurés du Lauragais à l'encontre des membres du tribunal de l'inquisition au château d'Avignonet qui a disparu depuis.

## Architecture

### Extérieur
L'église possède un clocher octogonal flanqué d'une élégante tourelle d'escaliers et couronné par une flèche gothique à crochets.
Une cloche en bronze datant du XVIe siècle est classée au titre objet des monuments historiques.

### Intérieur
Sont classés au titre objet des monuments historiques :
- Le tableau du martyr d'Avignonet reçus au ciel datant du XVIIe ou XVIIIe siècle[3].
- Un manuscrit de la bulle pontificale de Paul III daté de 1538[4].
- Le maître-autel (style Régence), le tabernacle, le retable et le baldaquin datant du XVIIIe siècle[5].
- Le tabernacle et le retable de Notre-Dame du Rosaire datant du XVIIe ou XVIIIe siècle[6].

## Galerie

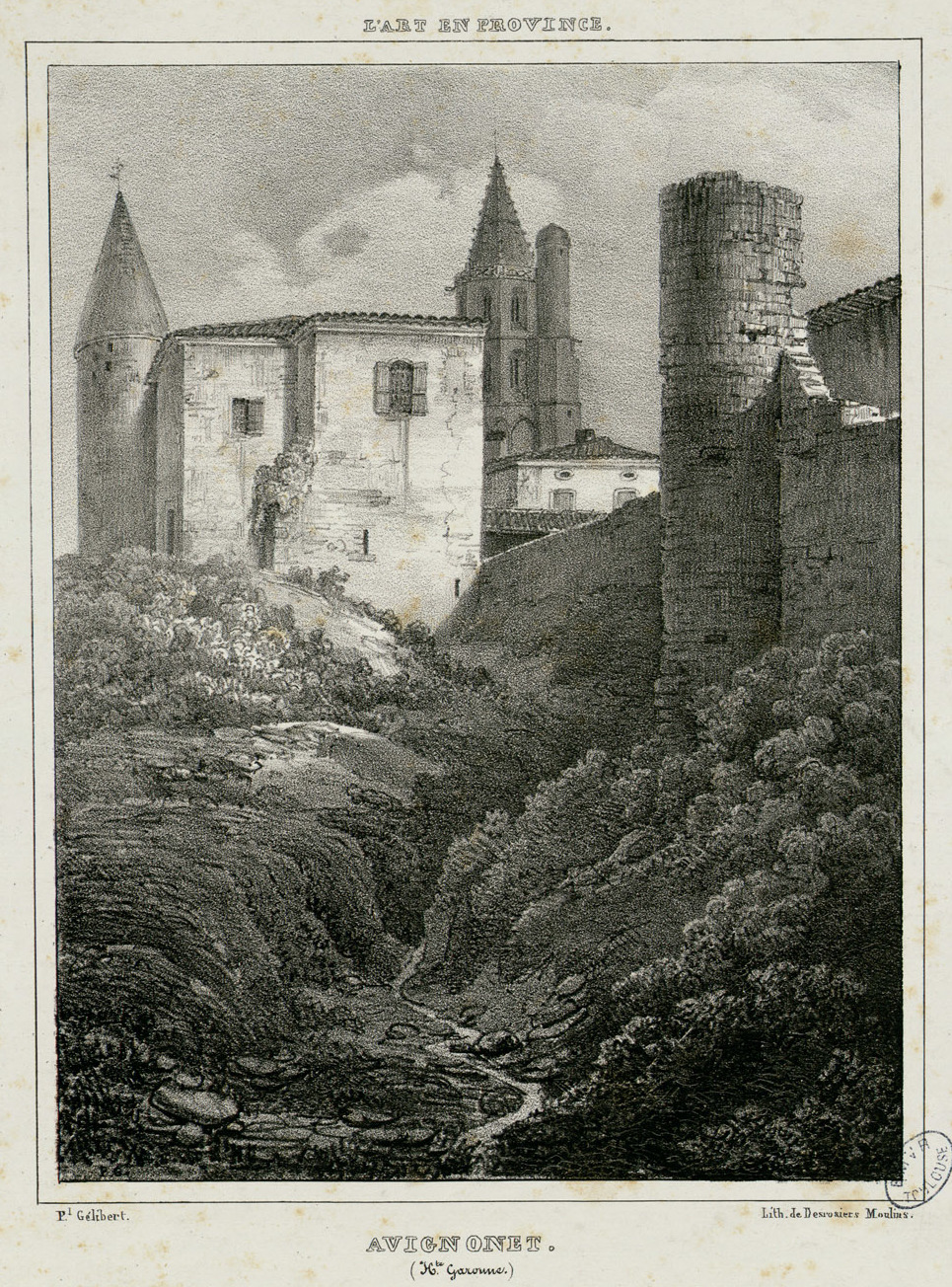
Fait partie d'un recueil de dessins de Gélibert datés de 1835 ou de 1838 et lithographiés chez Desrosiers à Moulins. Ancely, René (1876 - 1966).
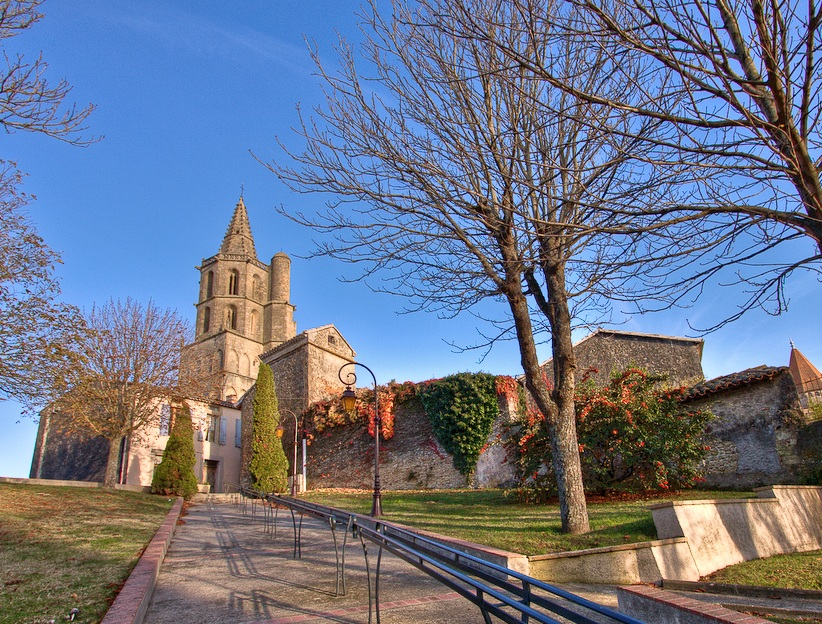
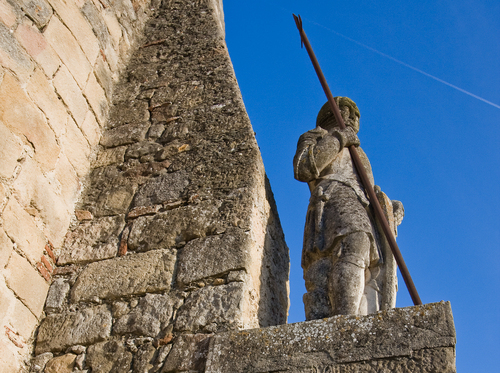
Statue néo-médiévale (v. 1850) à côté d'une tour édifiée en 1610, qui se trouve à proximité de l'église. Elle figure un croisé en armure, peut-être Simon de Montfort, le commandant de la croisade des albigeois.
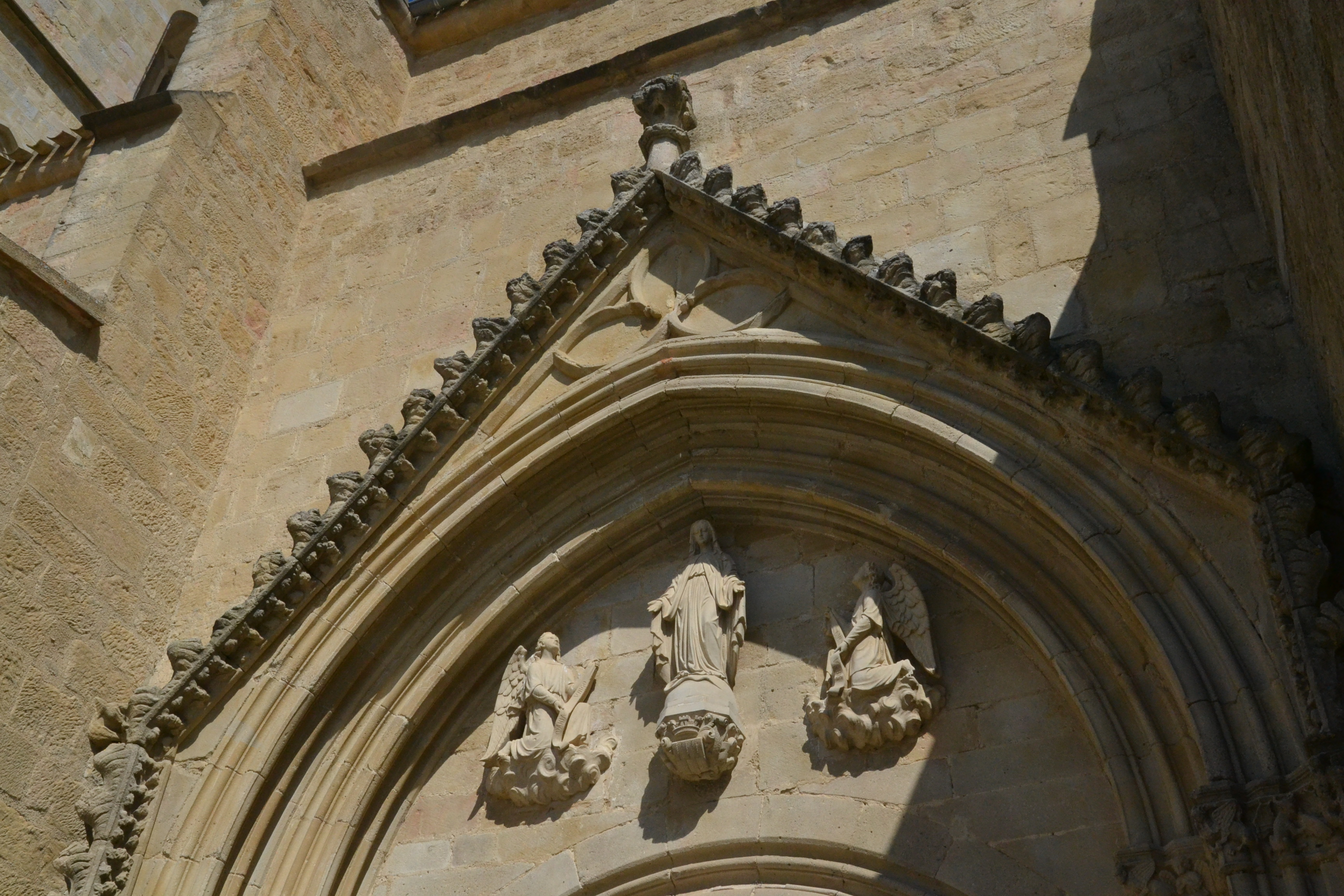
Le fronton du portail avec ses statues. Au centre, l'Immaculée Conception écrase le Serpent et surplombe le blason de la ville. De chaque côté, un ange tient un phylactère où est inscrit en latin : à gauche "Maria Virgo" (Vierge Marie) et à droite "Custo Urbis" (gardienne de la ville).